# أديرلان سيلفا
اديرلان سيلفا (18 أغسطس 1990 بكامبينا غراندي في البرازيل - ) هو لاعب كرة قدم برازيلي في مركز الدفاع. لعب مع نادي أكاديميكا كويمبرا ونادي جوينفيل وCampinense Clube ‏ ونادي تريزه ونادي كورينثيانس ألاغوانو وItapipoca Esporte Clube ‏ وSport Club Santa Rita ‏.

## روابط خارجية
- أديرلان سيلفا على موقع قاعدة بيانات كرة القدم.إي يو (الإنجليزية)
- أديرلان سيلفا على موقع Soccerway.com (الإنجليزية)
- أديرلان سيلفا على موقع AS.com (الإسبانية)